# Eugène Guérin
Eugène Guérin, né le 27 juillet 1849 à Carpentras et mort le 25 avril 1929 à Paris, est un homme politique français.

## Carrière
Pierre Eugène Gustave Guérin est fils de Pierre Barthélemy Guérin, négociant, et de Rose Dupuy. Après des études au lycée de Grenoble, il s'inscrit à la faculté de droit de Paris. Après la guerre de 1870, il achève ses études et obtient un doctorat en droit. Avocat, il s'inscrit en 1875 au barreau de sa ville natale.
La même année, il se présente aux élections municipales de Carpentras. Il en devient conseiller municipal, adjoint au maire puis maire de 1881 à 1886. Dans le même temps, il entre au Conseil général de son département dont il devient vice-président.
À la suite de la démission du sénateur boulangiste de Vaucluse, Alfred Naquet, Eugène Guérin se présente aux élections sénatoriales partielles. Il est élu le 1er juin 1890 et son élection est confirmée quelques mois plus tard le 4 janvier 1891 lors du renouvellement.
Au sein de la Haute Assemblée, Eugène Guérin milite activement pour les idées de gauche. Sa formation intellectuelle explique qu'il s'intéresse plus particulièrement aux questions juridiques. En 1892, puis en 1893, la confiance et l'estime de ses collègues lui valent un poste de secrétaire du Sénat.
Le 5 avril 1893, il est nommé garde des Sceaux, ministre de la Justice dans le premier cabinet Charles Dupuy jusqu'en décembre 1893. Mais le 22 mai 1894, le cabinet Casimir Périer est renversé et Eugène Guérin retrouve son portefeuille de la Justice dans le second ministère Dupuy, qu'il conservera jusqu'en janvier 1895. Son nom reste attaché au vote d'une loi contre les menées anarchistes, loi votée après l'assassinat du Président Carnot. C'est également sous son ministère que le conseil de guerre de Paris condamna le capitaine Dreyfus, point de départ d'une affaire qui déchira les Français pendant des années.
Il meurt à Paris, loin de la vie politique, le 25 avril 1929.
Il eut plusieurs enfants dont Albert Eugène Hilarion, capitaine, qui épousa Jane Kratz, fille de l'industriel Henri-Othon Kratz, en 1916.

## Sources
- « Eugène Guérin », dans le Dictionnaire des parlementaires français (1889-1940), sous la direction de Jean Jolly, PUF, 1960 [détail de l’édition]

## À voir aussi